# 황승민
황승민(黃勝敏, 1937년 1월 6일 ~ 2003년 2월 6일)는 대한민국의 기업인이자 제15·16대 국회의원을 지낸 정치인이다. 본관은 장수이며, 출생지는 충청북도 중원군이다.

## 학력
- 경기고등학교
- 동국대학교 상학과
- 서울대학교 APM 수료

## 경력
- 1978년 플라스틱조합 이사장
- 중소기업협동조합중앙회 회장
- 1989년 중소기업계열화촉진협의회 회장
- 1989년 중소기업진흥재단 이사장
- 1989년 한미친선회 고문
- 1995년 중소기업협동조합중앙회 고문
- 1997년 한나라당 중앙위원회 부의장
- 제15대 국회의원 (한나라당 전국구)
- 제16대 국회의원 (한나라당 비례대표)
- 2000년 동국대학교 경영대학원 겸임교수

## 역대 선거 결과
|  | 34.5% |

|  | 39.0% |